# انتخاب تعددي
الانتخاب التعددي هو نظام انتخابي يُنتخب بموجبه مرشح أو مجموعة من المرشحين الذين يحصلون على عدد أصوات أكثر من نظرائهم (أي يحصلون على أغلبية الأصوات). في نظام قائم على الدوائر فردية المقاعد، يُنتخب عضو واحد فقط عن كل مقاطعة بما يُعرف بالفوز الأكثر أصواتًا أو تصويت الاختيار الواحد أو الأغلبية البسيطة أو الأغلبية النسبية. في نظام قائم على الدوائر متعددة المقاعد، يُنتخب عدد من المرشحين عن الدائرة ويمكن أن يشار إلى ذلك بتصويت كتلة الأغلبية. لا يمكن اعتبار نظام الفائز يحصل كل شيء (تمثيل الأغلبية) مثالًا على الانتخاب التعددي، فعلى سبيل الذكر، تُعتبر جولة الإعادة المباشرة مثالًا على نظام الفائز يحصل على كل شيء الفردي غير التعددي. ما يزال الانتخاب التعددي مُعتمدًا لانتخاب أعضاء الهيئات التشريعية أو المسؤولين التنفيذيين في عدد قليل من دول العالم. يُتبع هذا النظام في معظم الانتخابات في الولايات المتحدة، وانتخابات مجلس الشعب (لوك سابها) في الهند، وانتخابات مجلس العموم البريطاني والانتخابات المحلية الإنجليزية في المملكة المتحدة، وانتخابات جولة الإعادة في فرنسا، والانتخابات الفيدرالية والمحلية في كندا (على الرغم من أنه قبل عام 1956، اعتمدت ثلاث مقاطعات نظام الاقتراع التراتبي في انتخابات المقاطعات).
يختلف الانتخاب التعددي عن نظام الأغلبية الانتخابي الذي يجب أن يحصل فيه المرشح الفائز على الأغلبية المطلقة من الأصوات، أي عدد أصوات يفوق جميع المرشحين الآخرين مجتمعين. يُنتخب المرشح الرئيسي بموجب الانتخاب التعددي سواء حصل على أغلبية الأصوات أم لا. يختلف الانتخاب التعددي عن التصويت الواحد القابل للتحويل بواقع أن الأصوات لا تُنقل بموجب الانتخاب التعددي. (في نظام التصويت الواحد القابل للتحويل، يُنتخب المرشحين الأكثر شعبية نسبيًا من غيرهم بطريقة مماثلة للانتخاب التعددي، إلا أن هذه النتيجة تتحقق بعد نقل بعض الأصوات في إطار التصويت الواحد القابل للتحويل.)
قد تستخدم أنظمة الانتخاب التعددية والأغلبية دوائر انتخابية تتألف من عضو واحد أو متعددة الأعضاء. قد يُشار إلى حالة تعدد الأعضاء على أنه نظام عد شامل، ويُنتخب فيه عضو واحد في كل مرة، وتتكرر العملية إلى حين ملء عدد الشواغر.
يُعتمد نظام الانتخاب التعددي «الاقتراع مرتين» أو «جولة الإعادة» التي قد تتطلب جولتين من التصويت في بعض المناطق، بما في ذلك فرنسا وبعض الولايات المتحدة بما في ذلك لويزيانا وجورجيا. في حال عدم حصول أي مرشح، خلال الجولة الأولى، على أكثر من 50% من الأصوات، تُجرى جولة ثانية يتنافس فيها أفضل مرشحي الجولة الأولى. يضمن ذلك حصول الفائز على أغلبية الأصوات في الجولة الثانية.
عوضًا عن ذلك، يُسمح لجميع المرشحين الذين تجاوزوا عتبة تصويت معينة في الجولة الأولى التنافس في الجولة الثانية. قد يقرر التصويت التعددي النتيجة في حال وجود أكثر من مرشحين.
في العلوم السياسية، غالبًا ما يُشار إلى استخدام الانتخاب التعددي في الدوائر الانتخابية المتعددة ذات الفائز الواحد لانتخاب هيئة متعددة الأعضاء باسم تعددية الدائرة الانتخابية الفردية. يُشار كذلك إلى هذه التوليفة باسم «الفائز يحصل على كل شيء» لمقارنته مع أنظمة التمثيل النسبي.
يُستخدم مصطلح «الفائز يحصل على كل شيء» أحيانًا للإشارة إلى الانتخابات التي يكثر الفائزون فيها ضمن دائرة انتخابية معينة عن طريق التصويت الجماعي، أو الانتخاب التعددي في المقاطعات متعددة الأعضاء. يُستخدم هذا النظام على مستوى الولاية لانتخاب معظم الكتل الانتخابية في الانتخابات الرئاسية الأمريكية.

## المزايا والمساوئ
المزايا: تتميز الاقتراعات التعددية بإمكانية فهم معظم الناخبين لها لكونها نظام التصويت التقليدي المتبع في الولايات المتحدة. هذا ما يجعل الانتخاب التعددي جذابًا وسهل الاختيار. يوفر الانتخاب التعددي كذلك حلًا سريعًا وواضحًا للانتخابات، إذ لا ينطوي على جولات متعددة من شأنها أن تخفض الموارد النقدية والتشغيلية المطلوبة للانتخابات. يسمح الانتخاب التعددي للناخبين بإبداء رأيهم حول الحزب الذي يرونه ملائمًا لتشكيل الحكومة الجديدة.
المساوئ: يمكن أن تؤدي الاقتراعات التعددية إلى انتخاب مرشح لا يحظى بقبول مرتفع بين الناخبين. قد يشكل حصول المرشح على تأييد منخفض قلقًا للمقاطعات والمنظمات. يمكن التغلب على هذا العيب من خلال اعتماد أنظمة التصويت كجولة الإعادة الفورية. يمكن كذلك استخدام نظام التصويت القابل للتحويل في حال عدم حصول مرشح على تصويت الأغلبية دون أن يمثل ذلك مشكلة، ويمكن كذلك حل هذه المشكلة باستخدام نظام تصويت الاختيار المتراتب للمرشح أو نظام تصويت الأغلبية.

## الانتخاب
تعمل 43 دولة من أصل 193 من الدول الأعضاء في الأمم المتحدة بنظام الانتخاب التعددي في الانتخابات المحلية أو الوطنية، وهو شائع جدًا في المملكة المتحدة والولايات المتحدة وكندا والهند. في الانتخابات التعددية ذات الفائز الواحد، يُسمح لكل ناخب بالتصويت لمرشح واحد فقط، والفائز في الانتخابات هو المرشح الذي يمثل عددًا كبيرًا من الناخبين أي من يحصل على أكبر عدد من الأصوات. هذا ما يجعل الانتخاب التعددي أحد أبسط الأنظمة الانتخابية للناخبين ومسؤولي فرز الأصوات. (مع ذلك، قد يشكل وضع حدود للمقاطعات مشكلة في النظام التعددي.)
في انتخابات الهيئة التشريعية ذات مقعد عضو واحد، يجوز لكل ناخب في دائرة انتخابية محددة جغرافيًا التصويت لمرشح واحد من قائمة المرشحين الذين يتنافسون لتمثيل تلك الدائرة. بموجب نظام التعددية، يصبح الفائز في الانتخابات ممثل الدائرة الانتخابية بأكملها ويعمل مع ممثلي الدوائر الانتخابية الأخرى.
يُستخدم أسلوب الاقتراع ذاته في انتخابات المقعد الواحد، كالانتخابات الرئاسية، والفائز هو أي مرشح يحصل على أكبر عدد من الأصوات. في نظام الجولتين، غالبًا ما يتنافس أفضل مرشحين اثنين في الاقتراع الأول ضمن الجولة الثانية، ويُعرف ذلك باسم انتخابات جولة الإعادة. في الانتخابات متعددة الأعضاء التي تحتوي عددًا معينًا من المقاعد، الفائزون هم المرشحون الذين حصلوا على أعلى عدد من الأصوات والبالغ عددهم عدد المقاعد. قد تسمح القواعد للناخب بالتصويت لمرشح واحد أو أكثر من مرشح وفقًا لعدد المقاعد.

### الانتخاب التعددي لعضو واحد مقابل متعدد الأعضاء
تُعتبر أنظمة الانتخاب متعددة الأعضاء، والتي غالبًا ما تُعرف بالمنصب الحاصل على أغلبية الأصوات، بسيطة الاستخدام. يجري فيها الإعلان عن المرشح الفائز الذي يحصل على أصوات أكثر من أي مرشح آخر. قد لا يحتاج المرشح الفائز إلى تصويت الأغلبية للفوز، وذلك اعتمادًا على عدد المرشحين وشعبيتهم ضمن دوائرهم الانتخابية، ويُعرف ذلك باسم الأثر المفسد. تتسم الأنظمة الانتخابية متعددة الأعضاء بأنها أكثر تعقيدًا بعض الشيء. يُعتبر المرشحون الأفضل ممن يحصلون على أصوات أكثر من غيرهم الفائزين.

### أنواع بطاقات الاقتراع
عمومًا، يمكن تصنيف بطاقات الاقتراع في نظام الانتخاب التعددي إلى نوعين. أبسط نوع هو بطاقة الاقتراع الفارغة التي يُكتب فيها اسم المرشح (المرشحين) يدويًا. في سبيل إجراء اقتراع أكثر تنظيمًا، تُرفق بطاقات الاقتراع بأسماء جميع المرشحين ويُسمح بوضع علامة بجانب اسم مرشح واحد (أو أكثر من مرشح في بعض الحالات)، ومع ذلك، يمكن أن تحتوي بطاقة الاقتراع المنظمة على مساحة فارغة لكتابة اسم مرشح.